# Edward Weston (scheikundige)

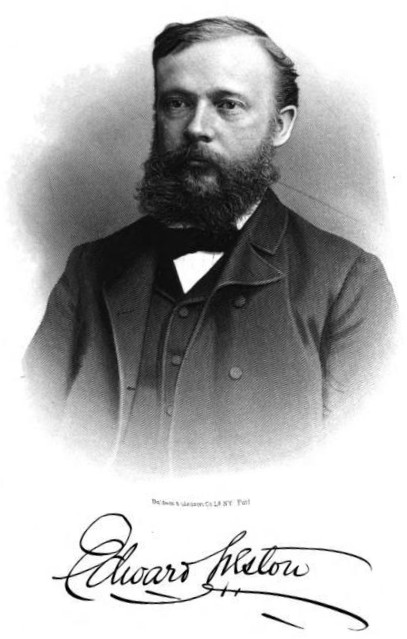
Edward Weston

Edward Weston (Oswestry (Shropshire), 9 mei 1850 - Montclair (New Jersey), 20 augustus 1936) was een Brits-Amerikaans scheikundige en is bekend van zijn prestaties in galvanisatie, elektrische meetinstrumenten en van zijn uitvinding van de Weston-normaalelement voor spanningsstandaardisatie. Edward Weston was een concurrent van Thomas Edison in de begindagen van de elektriciteitsopwekking en -distributie.

## Biografie
Geboren in het Engelse Oswestry (nabij Wolverhampton) uit een handelaarfamilie studeerde Weston op aandringen van zijn ouders, Edward Weston en Margaret Jones, geneeskunde. Zijn carrière begon als leerjongen bij een lokale natuurkundige, waar hij geïnteresseerd raakte in de scheikunde. Na behalen van zijn medicijnenbul in 1870, emigreerde hij - 20 jaar oud - naar de Verenigde Staten waar hij een baan vond in de galvanisatie-industrie. Vanwege de behoefte aan een constante stroombron, richtte Edward zijn aandacht op de vermogensopwekking en vond hij verscheidene dynamo's en generatoren uit. Om de markt uit te breiden begon Weston ook generatoren te maken voor booglampverlichting. Dit leidde tot de oprichting van de "Weston Electric Light Company", waarmee hij een contract binnenhaalde om de Brooklyn Bridge van verlichting te voorzien.
Later begon hij meetinstrumenten te ontwikkelen voor het meten van elektrische stromen, en legde zo de basis van de moderne voltmeter, ampèremeter en wattmeter. In 1888 richtte hij de "Weston Electrical Instrument Corporation" op, die bekend zou gaan worden voor zijn hoge kwaliteit aan elektrische meetapparatuur. Daarnaast vond Weston twee legeringen uit, constantaan en manganine.
Edward Weston werd Amerikaans staatsburger in 1923 en in 1932 werd hij onderscheiden met de IEEE Lamme Medal, "voor zijn prestaties in de ontwikkeling van elektrische apparaten, met name in relatie met precisie meetinstrumentatie". Edward Weston overleed in Montclair op 86-jarige leeftijd.
In 1871 trouwde hij met Wilhelmina Seidel, een jonge immigrant uit de centraal Duitse plaats Blankenheim. Samen kregen ze twee kinderen.

## Prestaties
Gloeilamp
Naast zijn werk op het gebied van galvanisatie en meetinstrumenten heeft Weston zich ook beziggehouden met de gloeilamp. Zijn scheikundige achtergrond hielp hem met de zoektocht naar geschikte materialen voor de gloeidraad. Op 26 september 1882 verkreeg hij het patent op het Tamidinefilament, een koolstofmateriaal van verkoold cellulose. Zijn gloeilampen waren net zo goed als die van Edison of van Swan, zo niet beter. Gingen hun gloeilampen al na een paar honderd uur stuk, zijn gloeilamp kon het tot 2000 uur volhouden. Tamidinegloeilampen werden dan ook snel op grote industriële schaal geproduceerd, totdat General Electric rond 1906 wolfraam als filament introduceerde.
Weston-normaalelement
In 1893 vond en patenteerde Weston de verzadigde cadmium-cel uit, een elektrochemische cel die een zeer stabiele, constante spanning kon leveren en daarom toegepast werd voor het kalibreren van volt- en ampèremeters. Voordeel van zijn normaalelement was dat deze veel minder temperatuurgevoelig was dan de tot dan toe gebruikte Clark-normaalelement. Toen zijn Weston-normaalelement in 1911 de internationale standaard voor de volt werd, stond Weston vrijwillig zijn patentrechten af.